# Conversió de potència
La conversió de potència és el procés que implica convertir una forma d'energia elèctrica en una altra; això pot implicar processos electromecànics o electroquímics.

## Història
El constant progrés i evolució de la ciència i la tecnologia ha provocat un fort canvi en el tipus de càrregues connectades a la xarxa elèctrica. El nombre de càrregues lineals ha anat decreixent a favor de les càrregues no lineals com ara els sistemes de calefacció, en part degut a la millora en les tècniques de conversió de potència, a causa que cada cop tenen una mida menor i un major rendiment.

## Tipus
En electricitat i electrònica, els tipus més habituals de conversió de potència són:
- DC a DC.
- AC a DC (en fonts d'alimentació).
  - Rectificadors
  - Fonts d'alimentació commutades
- DC a AC (inversors)
- AC a AC
  - Transformadors/autotransformadors
- Convertidors de tensió a corrent i viceversa